# Balalény
Balalény (Băleni), település Romániában, a Partiumban, Bihar megyében.

## Fekvése
A Bihar-hegységben, Belényestől délkeletre, a Fekete-Körös bal partján fekvő település.

## Története
Balalény nevét 1580-ban említette először oklevél Bolilitt néven. 1588-ban Balylen, 1808-ban és 1913-ban Balalény néven írták.
Balalény a kezdetektől román falu. Lakói a török hódoltság előtt vasércbányászattal foglalkoztak. A 18-19. században a nagyváradi görögkatolikus püspökség birtoka volt.
1910-ben 366 lakosából 6 magyar, 360 román volt. Ebből 360 görögkeleti ortodox volt.
A trianoni békeszerződés előtt Bihar vármegye Vaskohi járásához tartozott.

## Nevezetességek
- Görög keleti temploma a 17. század elején épült.